# 13533 Junili
13533 Junili este un asteroid din centura principală de asteroizi.

## Descriere
13533 Junili este un asteroid din centura principală de asteroizi. A fost descoperit pe 4 septembrie 1991 la Observatorul La Silla de Eric Walter Elst. El prezintă o orbită caracterizată de o semiaxă mare de 3,13 ua, o excentricitate de 0,11 și o înclinație de 2,4° în raport cu ecliptica.